# Jules Jacot-Guillarmod (alpinist)
Jules Jacot-Guillarmod (La Chaux-de-Fonds, 24 december 1868 - Golf van Aden, 6 juni 1925) was een Zwitsers arts, alpinist en fotograaf.

## Biografie

### Afkomst en opleiding
Jules Jacot-Guillarmod was een zoon van Jules Jacot-Guillarmod en van Adèle Emma Courvoisier. In 1907 trouwde hij met Madeleine Bovet. Hij studeerde geneeskunde in Lausanne en Zürich van 1888 tot 1897.

### Carrière

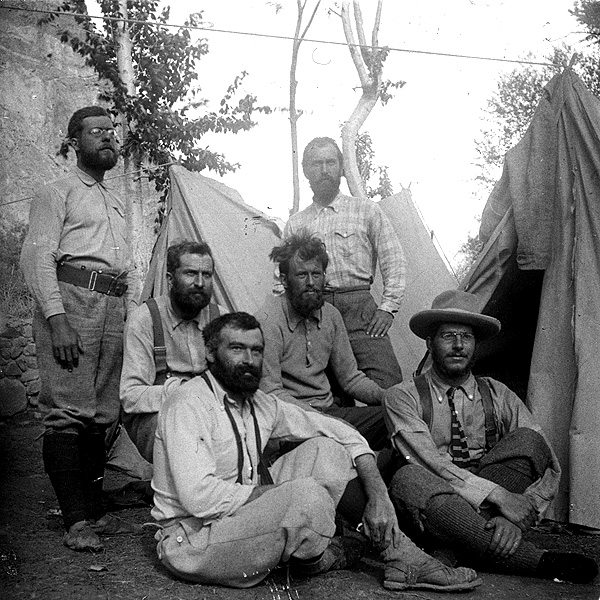
De leden van de expeditie naar de K2 in 1902. Jules Jacot Guillarmod zit vooraan links. De expeditieleden zijn van links naar rechts Wessely, Eckenstein, Jacot-Guillarmod, Crowley, Pfannl en Knowles.

Vervolgens vestigde Jacot-Guillarmod zich als arts in Corsier, en later in Lignières en Saint-Blaise. Vanaf 1912 was hij directeur van de psychiatrische instelling van Prilly.
Als doorgewinterde bergbeklimmer en ontdekkingsreiziger ondernam hij verschillende expedities naar de Himalaya in 1902, 1903 en 1905. Hij verzette zich tegen de spoorwegprojecten in de regio van de Jungfrau, de Matterhorn en Les Diablerets. Van 1917 tot 1920 was hij voorzitter van de Zwitserse geografievereniging.
In 1919 kreeg hij op verzoek van Oostenrijk, Hongarije en de Turkse Rode Halvemaan de opdracht van het Internationaal Comité van het Rode Kruis om samen met George Montandon krijgsgevangenen te bezoeken die naar kampen in Siberië waren gedeporteerd, voor hun bevoorrading en repatriëring.
In 1925 poogde hij Afrika van noord naar zuid te doorkruisen, maar hij moest deze expeditie aan de oevers van het Victoriameer onderbreken wegens ziekte. Kort daarna overleed hij op de Golf van Aden.

## Werken
- (fr)  Six mois dans l'Himalaya, le Karakorum et l'Hindu-Kush, 1904.